# Divišov
Divišov (in tedesco Divischau) è un comune mercato della Repubblica Ceca facente parte del distretto di Benešov, in Boemia Centrale.
Si trova a circa 34 km a sud-est di Praga. Nei dintorni si trovano il castello di Český Šternberk e Blaník, monte nazionale ceco.
I primi insediamenti a Divišov risalgono all'XI secolo.